# Juanulloa mexicana

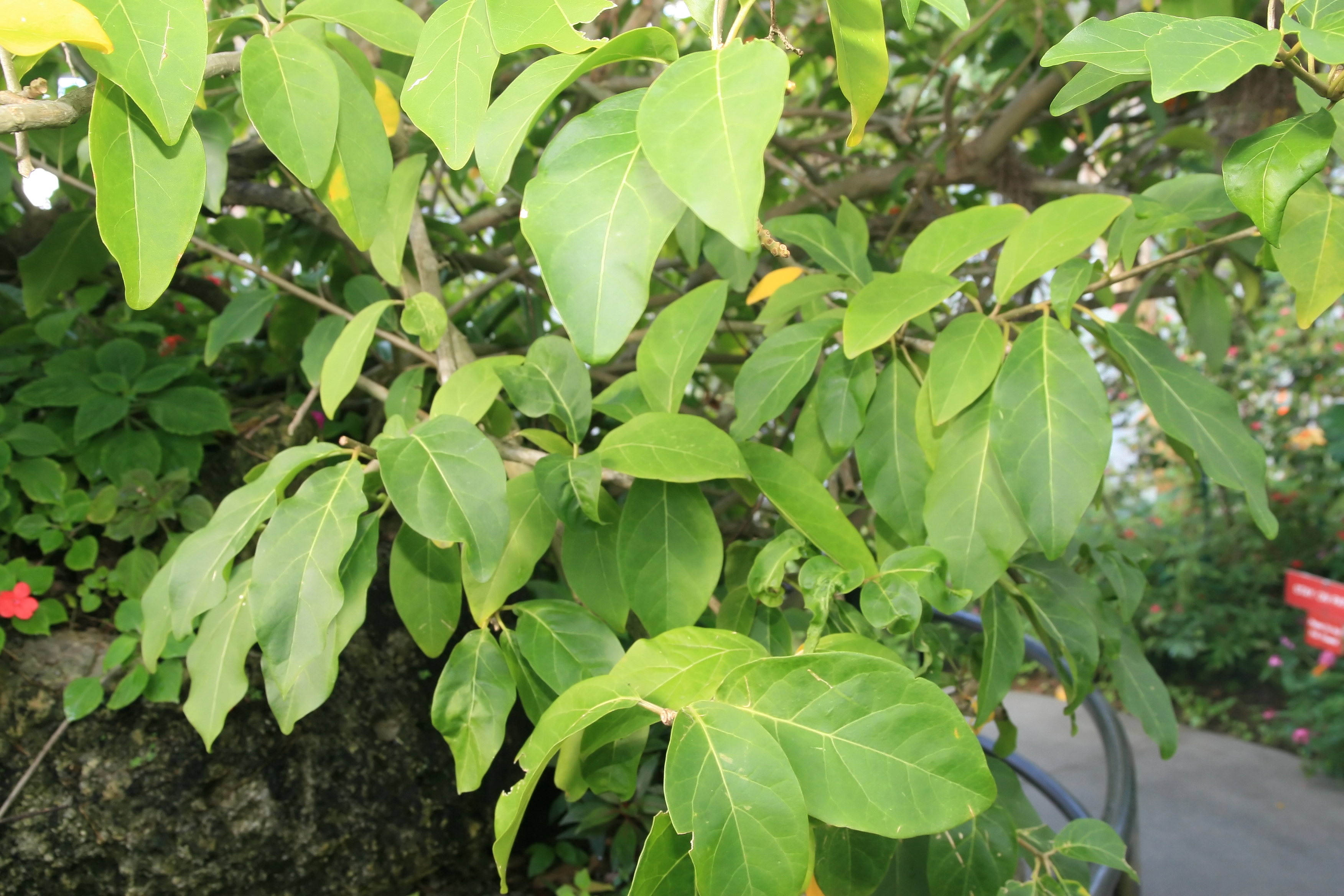
Blätter

Juanulloa mexicana ist eine Pflanzenart aus der Gattung Juanulloa. Sie kommt vom südlichen Mexiko bis nach Kolumbien, Ecuador vor.

## Beschreibung
Juanulloa mexicana ist ein halbepiphytisch wachsender Strauch oder eine Liane, deren Zweige beim Trocknen eine grün-sandige Farbe annehmen und unregelmäßig gestreift und geschuppt sind. 
Die wechselständigen und kurz gestielten Laubblätter sind elliptisch bis eiförmig und bis zu 20 cm lang. Die spitzen bis stumpfen und ganzrandigen Blätter sind ledrig, oberseits fast kahl und unterseits fein behaart, verkahlend. Die Blattstiele sind rinnig und kahl bis dicht behaart.
Die Blütenstände sind Rispen die an den Enden der Zweige stehen. Die Blütenstiele sind bis 12 mm lang. Die zwittrigen und fünfzähligen Blüten besitzen einen bis 40 mm langen, rippigen und orangen Kelch, der an der Außenseite dicht, fein drüsig behaart ist. Er ist bis etwa zur Hälfte in eilanzettliche, spitze Zipfel geteilt und auf der Innenseite mit einigen Haaren besetzt. Die orange, außen feinhaarige Krone ist bis 6 cm lang und damit deutlich länger als der Kelch. Sie ist röhrig verwachsen mit kleinen Zipfeln, auffällig fünfrippig und im oberen Bereich etwas erweitert.
Die schlanken Staubfäden sind etwa 5 bis 8 mm oberhalb der Kronenbasis fixiert, sind bis auf einen dichten Büschel aus Haaren an der Basis unbehaart. Die Staubbeutel sind meist eingeschlossen, und 10 mm lang und 1,5 mm breit. Der zweikammerige Fruchtknoten ist oberständig. Der kurze Griffel ist schlank und abgeflacht, die kleine, zweilappige Narbe ist elliptisch und befindet sich auf der Höhe der Spitzen der Staubbeutel. Es ist ein Diskus vorhanden.
Die vielsamige Frucht im beständigen Kelch ist eine orange-gelbe, weiche, konische oder eiförmige Beere mit einer Länge von etwa 2 cm. An der Spitze steht ein verlängerter, beständiger Griffel. Die schmalen, nierenförmigen Samen sind 4 bis 5 mm lang.

## Vorkommen
Das Verbreitungsgebiet der Art reicht von Mexiko bis nach Kolumbien, viele der gesammelten Exemplare standen an sehr sonnigen Standorten.